# Plebejus iriensis
Plebejus iriensis är en fjärilsart som beskrevs av Storace 1962. Plebejus iriensis ingår i släktet Plebejus och familjen juvelvingar. Inga underarter finns listade i Catalogue of Life.